# 嶋作一大
嶋作 一大（しまさく かずひろ、1966年-）は日本の天文学者。専門は、銀河天文学、観測的宇宙論。東京大学大学院理学系研究科准教授。理学博士。富山県出身。

## 略歴
富山県立富山中部高等学校卒業、東京大学理学部物理学科卒業、同大学院理学系研究科（天文学専攻）博士課程中途退学。プリンストン大学天体物理科学科研究員、東京大学大学院理学系研究科助手を経て、2006 年同助教授、2007 年職名変更により現職。
1994年　東京大学　理学博士　論文の題は「Velocity Functions of galaxies and clusters of Galaxies(銀河・銀河団の回転速度関数) 。

## 著書
単著
- 『銀河進化の謎 -宇宙の果てに何をみるか-』東京大学出版会、2008年3月、ISBN 4130641034

共著
- 『銀河(1) 銀河と宇宙の階層構造 (シリーズ現代の天文学4)』谷口義明・岡村定矩・祖父江義明共著、日本評論社、2007年10月、ISBN 4535607257